# 斯維季亞濟
51°28′43″N 23°51′5″E / 51.47861°N 23.85139°E
斯維季亞濟（烏克蘭語：Світязь），是烏克蘭的村落，位於該國西部沃倫州，由科韋利區負責管轄，面積2.39平方公里，海拔高度162米，2001年人口1,845，人口密度每平方公里773.26人。